# The Trouble with Angels
The Trouble with Angels é o quinto álbum de estúdio da banda Filter, lançado a 17 de agosto de 2010.

## Faixas
Todas as faixas por Richard Patrick, Bob Marlette e Mitchell Marlow, exceto onde anotado.
1. "The Inevitable Relapse" (Patrick/Marlette/Fineo/Spiker) – 3:30
2. "Drug Boy" – 3:47
3. "Absentee Father" (Patrick/Marlette/Fineo/Spiker) – 3:59
4. "No Love" – 4:20
5. "No Re-Entry" (Patrick/Marlette) – 5:40
6. "Down with Me" – 3:53
7. "Catch a Falling Knife" (Patrick/Marlette) – 4:03
8. "The Trouble with Angels" (Patrick/Marlette) – 3:53
9. "Clouds" – 3:33
10. "Fades Like a Photograph (Dead Angel)" (Patrick/Koser/Wander) – 4:24

## Paradas
| Ano  | Parada                             | Posição |
| ---- | ---------------------------------- | ------- |
| 2010 | Billboard 200                      | 64      |
| 2010 | Top Hard Rock Albums               | 7       |
| 2010 | Top Independent Albums             | 12      |
| 2010 | Top Modern Rock/Alternative Albums | 12      |
| 2010 | Top Rock Albums                    | 24      |

## Créditos
- Richard Patrick - Vocal, guitarra, programação
- Mika Fineo - Bateria
- Mitchell Marlow - Guitarra
- John Spiker - Baixo, programação